# Józef Mierkowski
Józef Mierkowski (ur. 17 kwietnia 1919 w Kozikowie, zm. 16 lutego 2025) – polski uczestnik II wojny światowej, kawaler Orderu Virtuti Militari.

## Życiorys
W trakcie II wojny światowej został wcielony do Armii Czerwonej, a następnie wstąpił do 1 Armii Wojska Polskiego, gdzie został skierowany do I Dywizji Piechoty im. Tadeusza Kościuszki. Przeszedł szlak bojowy od Lenino, aż do Berlina, biorąc między innymi udział w walkach w ramach przełamania Wału Pomorskiego oraz walkach o Kołobrzeg. Za swoje wojenne zasługi otrzymał 17 orderów i odznaczeń w tym Order Odrodzenia Polski Polonia Restituta oraz dwa Ordery Virtuti Militari.
Po zakończeniu wojny powrócił do rodzinnej wsi. W połowie lat 50. XX wieku, ożenił się i wraz z żoną osiedlił się w Obiedzinie. Doczekał 8 dzieci, 19 wnuków, 24 prawnuków i 2 praprawnuków.
Pod koniec życia, mieszkał u córki w Kolnie, będąc najstarszym mieszkańcem Kolna i powiatu kolneńskiego.
Został pochowany na cmentarzu komunalnym w Kolnie (sektor: N / rząd: 9 / grób nr: 2).